# Abrahão Saliture
Abrahão Saliture (ur. 17 grudnia 1884 w Rio de Janeiro, zm. 30 kwietnia 1967 tamże) – brazylijski piłkarz wodny i wioślarz, olimpijczyk.
Brał udział w igrzyskach olimpijskich w 1920 (Antwerpia), na których wystąpił w piłce wodnej i wioślarstwie. Startował w czwórce ze sternikiem, w której Brazylia odpadła w wyścigu eliminacyjnym z czasem 7:25,4; był to jednak szósty wynik spośród ośmiu startujących ekip. W piłce wodnej brał udział w dwóch meczach z Francją i Szwecją, w których strzelił dwa gole (obydwa ze Szwecją). Jego drużyna nie zdobyła jednak medalu.